# Francis Clifford
Francis Clifford, właśc. Arthur Leonard Bell Thompson (ur. 1 grudnia 1917 w Bristolu, zm. 24 sierpnia 1975 w Weybridge) – brytyjski pisarz, autor powieści łączących tematykę sensacyjną z moralno-filozoficzną. Podczas II wojny światowej jako kapitan British Army uczestniczył z pułkiem Burma Rifles w walkach kampanii birmańskiej. Odznaczony Distinguished Service Order.

## Twórczość
- Ale Klub nie przebacza
- Księżyc w dżungli
- Opóźniony
- Zatrzęsła się ziemia
- Ciemna strona księżyca
- Odruch litości
- Trzecia strona medalu
- Rozkaz: zatrzymać
- Coś do kochania
- Wszyscy ludzie są teraz samotni
- Można umrzeć inaczej
- Nagi posłaniec
- Okrutna sprawiedliwość
- Zielone łąki raju
- Żegnaj Grosvenor Square
- Polowanie
- Strach przychodzi nocą